# Catophoenissa vesca
Catophoenissa vesca là một loài bướm đêm trong họ Geometridae.